# بيفيرتينستوك
بيفيرتينستوك (بالإنجليزية: Bifertenstock)‏ هو أحد جبال سلسلة جبال الألب غلاروس ويقع في كانتون غلاروس/كانتون غراوبوندن في سويسرا. يحتل المرتبة رقم 72 في قائمة جبال سويسرا من حيث الارتفاع، إذ يبلغ ارتفاعه حوالي 3419 متر، بينما يبلغ ارتفاع نتوء الجبل 383 متر، هذا وقد سجل أول وصول لقمة الجبل عام 1863.